# LNWR classe DX
Les Classes DX et Special DX du London and North Western Railway et du Lancashire and Yorkshire Railway sont un modèle de locomotives à vapeur de disposition d'essieux 030 « Mammouth » (0-6-0 dans la nomenclature britannique). Destinées aux trains de marchandises dans leur état d'origine, 500 d'entre-elles sont reconstruites par Francis Webb, l'ingénieur en chef du LNWR à partir de 1881, afin de pouvoir également tracter des trains de voyageurs ou de marchandises rapides, grâce à leur frein à vide, elles sont retirées de la circulation à partir de 1902 ce qui n'empêche pas 87 Special DX d'être prises en effectif par le London, Midland and Scottish Railway en 1923. Ces locomotives de la plus nombreuse série de l'histoire des chemins de fer en Grande Bretagne disparaissent complètement en 1930.

## Historique

### Origines
En 1858, le London and North Western n'a que 12 ans d'existence. Son réseau est encore loin des proportions qu'il prendra à la fin du siècle et son matériel moteur comprend des séries disparates en partie héritées des compagnies fondatrices, ou reprises par le LNWR. Déjà en poste du temps du Manchester and Birmingham Railway, John Ramsbottom (en) occupe le poste d'ingénieur en chef de la division Nord-Ouest du LNWR, devenue la division Nord de la compagnie, et deviendra le Chief Mechanical Engineer de toute la compagnie en 1862. On lui doit le prototype de la classe DX Goods réalisé[Quand ?] aux ateliers de Longsight.

### Mise au point
John Ramsbottom choisit de s'inspirer en partie des 030 mises au point par James McConnell (en) sur la division sud du LNWR, dont ont été inspirées un modèle livré à l'Australie en 1855 (les premières locomotives à vapeur de Nouvelle-Galles du Sud). Le nouveau modèle s'en écarte par le diamètre des roues motrices, plus faible, et par l'allongement de la chaudière et du châssis.
Les locomotives de série sont assemblées dans les ateliers de Crewe. En rupture avec certains modèles primitifs du LNWR, elles se caractérisent par un foyer Crampton à sommet arrondi dans la continuité de la forme de la chaudière tandis que les cylindres sont disposés à l'avant, entre les longerons du châssis ; un écart plus important est pratiqué entre les deux essieux arrière afin d'y intercaler le foyer profond. La disposition à trois essieux moteur avec un empattement important offre un effort de traction important pour l'époque mais nombre de réseaux viennent tout juste de l'adopter.
Fort conventionnelles dans leur conception, les locomotives de la classe DX goods vont se montrer révolutionnaires premièrement en raison du très grand nombre d'exemplaires produits en seulement 15 ans et du souci de standardisation du matériel roulant qui les caractérise et se constate aussi par l'emploi de composants (chaudière voire version modifiée du châssis) sur d'autres séries du LNWR, à une époque où les séries de locomotives sont encore fort petites en raison de la variété de modèles différents.
Un total de 857 locomotives de la classe DX sont produites par les ateliers de Crewe (en) entre 1858 et 1872. 54 d'entre-elles avaient un nom de baptême avant que le LNWR n'abolisse la pratique pour ces locomotives pour marchandises en 1864. Après la démission de Ramsbottom en 1871, Francis Webb (en) son successeur apporte des modifications aux 70 derniers exemplaires du LNWR.

### Lancashire and Yorkshire
John Ramsbottom, toujours consultant pour le LNWR, se rapproche du Lancashire and Yorkshire Railway — les deux compagnies ayant des intérêts communs — lequel parvient à commander aux ateliers de Crewe un total de 80 locomotives neuves assemblées entre 1872 et 1874 ainsi que 6 machines de 1871 vendues par le LNWR ; les 60 machines de 1873-1874 appliquaient les innovations de Francis Webb. Fréquemment employées en service voyageurs, elles s'éteignent entre 1890 et 1904.
La vente de locomotives par les ateliers d'un chemin de fer à une compagnie tierce outragera les constructeurs privés qui parviendront en 1876 à bannir la pratique pour cause de concurrence déloyale. Grâce à l'entremise de John Ramsbottom, le LY&R construira finalement de vastes ateliers à Horwich, mettant fin à sa dépendance de l'industrie privée et des anciens ateliers de Miles Platting.

### Évolutions
En 1870, John Ramsbottom met au point la première série de locomotives tender du LNWR à trois essieux. Le châssis est une évolution de celui de la classe DX avec des roues plus petites (4 pieds 3 pouces, 1 295 mm, au lieu de 5 pieds 2 pouces). La chaudière est plus puissante et sert de support à une soute à eau disposée à cheval (saddle tank) tandis que le charbon est stocké à même le sol de la cabine ; 278 locomotives désignées LNWR Special Tank seront fabriquées jusqu'en 1880.
Tout comme les DX, ces locomotives-tender ont une cabine dépourvue de la moindre toiture avec un coupe-vent minimaliste percé de hublots. Webb met au point un type d'abri avec un pare-brise intégral, et un auvent monté sur des montants métalliques avec une ouverture en demi-lune, sans vitrage latéral, qui sera rétrospectivement installé sur toutes les DX livrées avant 1872.
Pour le service des trains de marchandises, en particulier ceux de charbon dont le tonnage va croissant pour suivre la demande, Webb crée un nouveau modèle de locomotive directement issu des Special Tank, dont elles reprennent les roues motrices, et donc de la série DX. 499 exemplaires désignés 17-inch Coal Engine (en) seront livrés de 1873 à 1892.
Finalement Francis Webb met au point un nouveau modèle destiné aux trains de marchandises rapides et capable de remorquer des trains de voyageurs, les 18-inch Goods (en) dotées d'une chaudière à la pression plus forte, d'une distribution Joy et de roues plus grandes d'un demi-pouce. L'arrivée de ces locomotives, dont 310 entreront en service de 1880 à 1902, ne signe toutefois pas la fin de la classe DX.

### Les Special DX

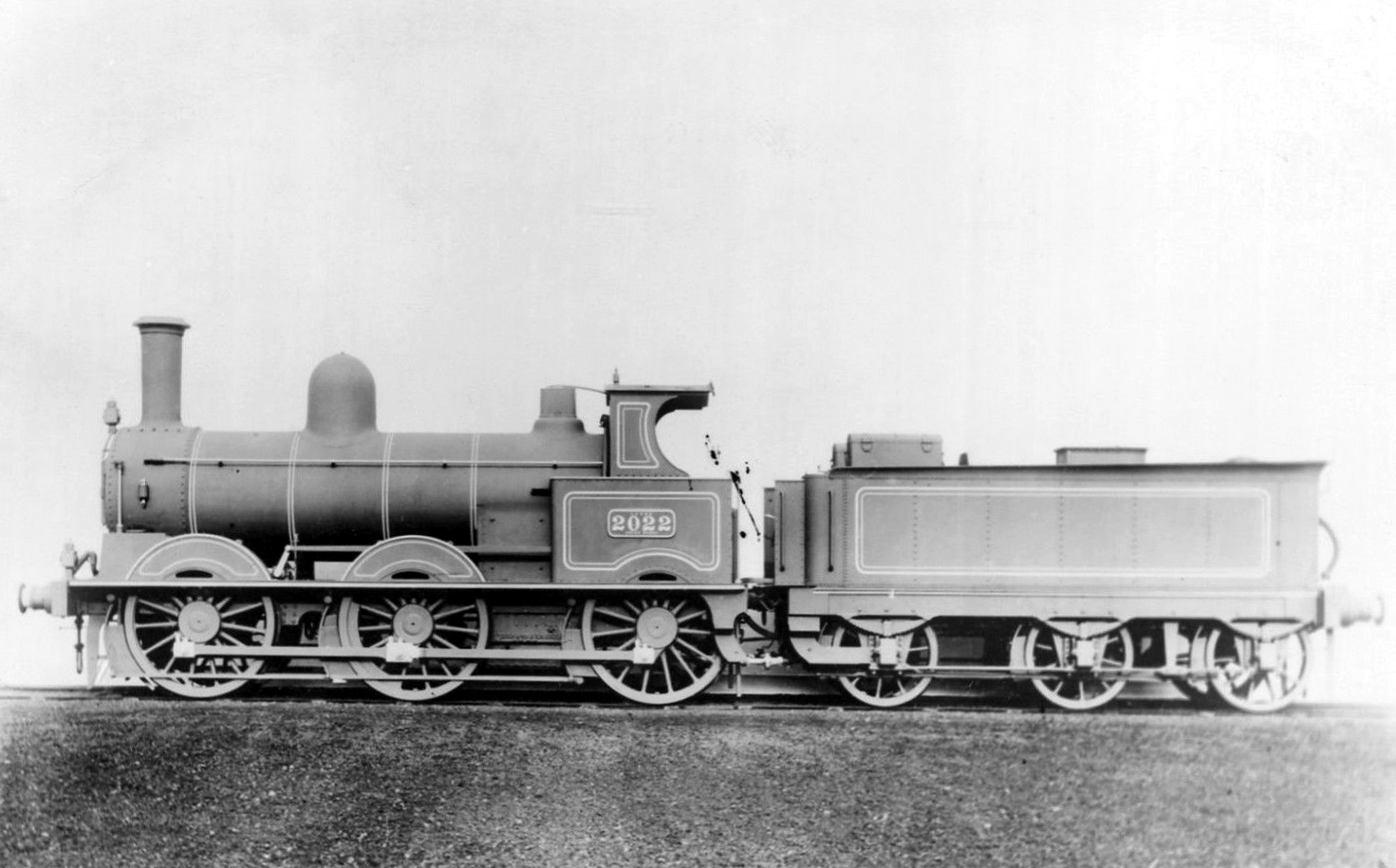
La Special DX n°2022.

En dotant d'anciennes locomotives série DX d'une nouvelle chaudière timbrée à 150 psi (1,03 MPa ou 10,165 atm) issue des 18-inch Goods et en ajoutant un équipement de frein à vide, Francis Webb parvient à améliorer notablement les performances des 500 locomotives traitées. Le freinage ainsi que la nouvelle porte de boîte à fumée ne sont appliqués aux Special DX qu'à partir de la fin des années 1880, à l'inverse du remplacement des soupapes et du système d'attelage, pratiqué dès 1881.

### Carrière et services effectués
Les DX Goods de 1858-1872 sont affectées en priorité à la traction de tous les trains de marchandises ; les 17in Coal Engines dont l'effort de traction est plus élevé leur enlèvent les trains les plus lourds à partir de 1873. Elles ont certainement remorqué des trains de voyageurs, comme sur le Lancashire & Yorkshire Railway, jusqu'à ce que l'adoption du frein à vide à la fin des années 1880 ne réserve cette tâche aux Special DX, qui deviennent majoritaire. L'arrivée des 18in Goods de 1880 puis des ten-wheel de la classe 1400 en 1903 leur enlèvent les services les plus exigeants dans le domaine des marchandises express et des trains de voyageurs locaux, où se répandent également les locomotives-tender. Elles sont de plus en plus affectées à des tâches secondaires où leur vitesse de pointe plus élevée que les Coal Engines peut être mise à profit.

### Fin de carrière
Le retrait systématisé des DX et Special DX s'amorce en 1902. Disposant de suffisamment de locomotives de disposition 030 ainsi que d'un nombre croissant de locomotives-tender mieux adaptées aux trains omnibus sur de courtes distances, le LNWR fait figure de pionnier au Royaume-Uni en abandonnant complètement la construction de nouvelles 030 après 1902. Des locomotives de disposition 040 puis 140 adaptées aux trains de marchandises les plus lourds seront mises en service au cours de la période 1893-1910, devenant de plus en plus puissantes au cours des décennies suivantes. En 1905, 1906 et 1911 apparaissent de nouvelles séries de Ten-wheel (classes Experiment, 19-inch Express Goods et Prince of Wales) qui reprennent respectivement aux Special DX le service des trains de voyageurs et des marchandises express.
À la création du London, Midland and Scottish Railway en 1923, résultant de la fusion LNWR, du Midland et de plusieurs autres compagnies, seules 87 Special DX sont reprises à l'inventaire. Numérotées entre 8000 et 8087, elles sont retirées du service au plus tard en 1930.
Aucune représentante de cette série, la plus répandue des chemins de fer britanniques, n'a été préservée.